# ザ・ドッグ・パウンド
ザ・ドッグ・パウンド（Tha Dogg Pound）はアメリカのヒップホップグループ。別名D.P.G.（Dogg Pound Gangstaz）又は、D.P.G.C.（Dogg Pound Gangsta Crips）。狭義にはダズ・ディリンジャーとクラプトからなるデュオ、広義にはスヌープ・ドッグやそのほかの準メンバーたちを含んだロングビーチ出身のアーティストのチームである。

## キャリア
ドクター・ドレーとシュグ・ナイトのもとデス・ロウ・レコーズが設立されたとき、所属ラッパー、スヌープ・ドッグの従兄弟であるダズ・ディリンジャーと友人のクラプトによって結成された、スヌープ・ドッグの舎弟軍団的な位置づけのユニットである。アルバム『The Chronic』が発売される前、KuruptとDazはソロアーティストだった。アルバムのレコーディング中に彼らの曲を聞いたドクター・ドレーは、彼らがグループを結成することを提案した。2人はその後、Tha Dogg Poundとして『Doggystyle』やさまざまなサウンドトラックに出演した。1993年から1994年にかけて、グループはハマーのアルバム『The Funky Headhunter』(「Sleepin' on a Master Plan」など)で、Suge KnightやThe Whole 9とともにアシスタントを務めた。1994年のサウンドトラック盤『アバーヴ・ザ・リム』に、ザ・ドッグパウンド・ギャングスターズ名義で曲を収録した。
1995年、彼らはデビューアルバム「Dogg Food」をデス・ロウ・レコードからリリースした。このアルバムはビルボードホット200で初登場1位を獲得した。1992年にリリースされたドクター・ドレーのアルバムにフィーチャリングされたのを皮切りに、デス・ロウ・レコーズ関連作品にたびたび登場し、1995年には初アルバム『ドッグ・フード』 (Dogg Food) をリリース。同アルバムは米国でダブル・プラチナ・アルバムとなる商業的成功をおさめた。
ドクター・ドレーやスヌープ・ドッグ、2パック、そしてドッグ・パウンドと、次々とプラチナ・アルバムをリリースして絶頂期にあったデス・ロウ・レコーズも、内部はシュグ・ナイトによって支配されており、1996年の2パックの暗殺死、ドクター・ドレーの離脱、1997年のスヌープ・ドッグの離脱と、1990年代後半には凋落の道をたどった。ザ・ドッグ・パウンドの主力メンバーであるクラプトも1998年にはデス・ロウを離脱、ソロ・アルバム『Kuruption!』をリリースした。一方、片割れのダズ・ディリンジャーはデス・ロウ・レコーズのメイン・プロデューサ、そして副社長としてこの時代のデス・ロウをほぼ一人で支え、同社によるコンピレーション・アルバムをプロデュースし、1998年には『Retaliation, Revenge & Get Back 』をリリースした。1999年にはクラプトは早くも2枚目のソロ・アルバム『Tha Streetz Iz a Mutha 』をリリース、また多くの客演をこなすようになっていた。
1999年、ついにダズ・ディリンジャーもデス・ロウの体質に耐えられなくなり離脱、独自のレーベルD.P.G. Recordzを設立した。ダズは残された音源をまとめ、ソロ・アルバム『R.A.W』をリリースした。そして2001年、デス・ロウの束縛から解放されたダズとクラプトは再びユニットを再生、ユニットとしては2枚目となるアルバム『Dillinger & Young Gotti』をリリースした（ザ・ドッグ・パウンド名義は依然デス・ロウとの契約上使用できないことになっていたため、D.P.G.名義でのリリースであった）。デス・ロウ・レコーズはこれに対抗して、デス・ロウ内に残っていた音源を集めたアルバム『2002』をザ・ドッグ・パウンド名義でリリースした。クラプトは3枚目のソロ・アルバム『Space Boogie: Smoke Oddessey 』をリリース、新生D.P.G.が始動し始めた。
2002年、ドッグ・パウンドの片割れクラプトが突如として再びデス・ロウに加入した。残されたダズ・ディリンジャーは盟友スヌープ・ドッグやスーパフライらと組んでクラプト、およびデス・ロウの社長シュグ・ナイトを激しく非難した。ダズはソロ・アルバム『This Is The Life I Lead』、『I Got Love In These Streetz EP』（ともに2002年）、『DPGC: U Know What I'm Throwin' Up』（2003年）を相次いでリリース、その収録曲中でデス・ロウ・レコーズ関係者を激しく罵った。2004年にはソロ・アルバム『I Got Love In These Streetz - The Album』をリリースすると共に、残されたD.P.G.の音源を集め、ドッグ・パウンドの終わりと銘打ったアルバム『The Last of Tha Pound』をリリースした。一方、この間クラプトはメディアへの露出も少なく、また正規リリースもできない不遇の日々が続いた。
2005年、クラプトは結局満足な活動成果を得ることなく、デス・ロウでの3年の契約期限を終了、離脱した（このときにソロ・アルバム『Against Tha Grain』がリリースされている）。クラプトはダズとの和解も果たし、ユニットは再結成された。同年、再結成を記念してユニットとしては通算5枚目となるアルバム『Dillinger & Young Gotti II: Tha Saga Continuez...』をD.P.G.名義でリリースした。ダズはソロ・アルバム『Tha Dogg Pound Gangsta LP 』もリリースし、ドッグ・パウンドの不毛な時代に終止符を打った。2006年にはドッグ・パウンド名義そのものも使用できるようになり、またKoch Recordsと契約、ドッグ・パウンド名義でアルバム『Cali Iz Active』をリリースした。同アルバムはスヌープ・ドッグの全面的なバックアップを受けている。2007年にはユニットとして通算7枚目となるアルバム『Dogg Chit』をリリースした。この間にダズのソロ・アルバム『Gangsta Crunk』（2005年）、『So So Gangsta 』（2006年）、『Gangsta Party』（2007年）、およびクラプトのソロ・アルバム『Same Day, Different Shit』（2006年）をリリース、1991年の結成から15年を超えてもなお非常に活発なグループである。

## メンバー
- クラプト（Kurupt）
- ダズ・ディリンジャー（Daz Dillinger）

### 準メンバー
- スヌープ・ドッグ（Snoop Dogg）
- リル・Cスタイル（Lil' C-Style）
- ビッグ・Cスタイル（Big C-Style）
- ウォーレン・G
- ネイト・ドッグ
- RBX (ラッパー)
- トレイ・ディー（Tray Deee）
- バッド・アズ（Bad Azz）
- スーパフライ（Soopafly）
- DJ2HIGH

## ディスコグラフィー
- Dogg Food （1995年10月31日）
  - RIAA certification: 2x Platinum
- Dillinger & Young Gotti （2001年5月1日）
  - RIAA certification: 25,000 枚
- 2002 （2001年7月31日）
  - RIAA certification: 100,000 枚
- The Last of Tha Pound （2004年4月27日）
  - RIAA certification: 10,000 枚
- Dillinger & Young Gotti II: Tha Saga Continuez... （2005年11月1日）
  - 米国での売り上げ:113,000 枚
- Cali Iz Active （2006年6月27日）
  - 米国での売り上げ:170,000 枚
- Dogg Chit （2007年3月27日）
  - 米国での売り上げ:75,000 枚
- Westcoast Aftershocc （2008年）

### クラプトのソロ
- Kuruption!（1998年）
  - 米国での売り上げ:319,519 枚
- Tha Streetz Iz a Mutha （1999年）
  - 米国での売り上げ:507,893 枚
- Space Boogie: Smoke Oddessey （2001年）
  - 米国での売り上げ:348,272 枚
- Originals （2004年）
- Against Tha Grain（2005年）
  - 米国での売り上げ:21,967 枚
- Same Day, Different Shit （2006年）

### ダズ・ディリンジャーのソロ
- Retaliation, Revenge & Get Back （1998年）
- R.A.W （2001年）
- This Is The Life I Lead （2003年）
  - RIAA certification:85,793 枚
- I Got Love In These Streetz EP （2003年）
- DPGC: U Know What I'm Throwin' Up （2004年）
- I Got Love In These Streetz - The Album （2004年）
- Tha Dogg Pound Gangsta LP （2005年）
- Gangsta Crunk （2006年）
- So So Gangsta （2007年）
- Gangsta Party （2008年 予定）
- Only On The Left Side （2008年）
- Throw a Stack at 'em （2008年 予定）

## 書籍
- ソーレン・ベイカー『ギャングスター・ラップの歴史 スクーリー・Dからケンドリック・ラマーまで』塚田桂子訳・解説、DU BOOKS、2019年9月。